# Aínsa-Sobrarbe
Aínsa-Sobrarbe (L'Aínsa-Sobrarbe em aragonês) é um município da Espanha na província de Huesca, comunidade autónoma de Aragão, de área 285,05 km² com população de 2.095 habitantes (2008) e densidade populacional de 7,35 hab/km².

## Aínsa
Capital do município de Aínsa-Sobrarbe, no alto do Pireneu de Huesca, a distribuição medieval do seu casco histórico é considerado conjunto histórico artístico desde 1965, apesar da paróquia e o castelo terem a categoria de monumento nacional desde 1931. Uma restauração devolveu o encanto à antiga vila, actualmente convertida num ponto turístico de primeira magnitude.
Pertence à rede de Aldeias mais bonitas de Espanha.

## Demografía
| 1900  | 1910  | 1920  | 1930  | 1940  | 1950  | 1960  | 1970  | 1981  | 1991  |
| ----- | ----- | ----- | ----- | ----- | ----- | ----- | ----- | ----- | ----- |
| 3.513 | 3.560 | 3.721 | 3.670 | 3.249 | 3.101 | 2.493 | 1.621 | 1.209 | 1.387 |

| 2001  | 2002  | 2003  | 2004  | 2005  | 2006  | 2007  | 2008  |
| ----- | ----- | ----- | ----- | ----- | ----- | ----- | ----- |
| 1.624 | 1.667 | 1.730 | 1.766 | 1.826 | 1.897 | 1.951 | 2.095 |